# Klaipėdos Nafta
AB Klaipėdos Nafta är en börsnoterat litauiskt företag som driver olje- och gasterminaler på ön Kiaulės Nugara i Klaipėda i Litauen. Det ägs huvudsakligen av den litauiska staten.
Företaget driver Klaipėdas oljeterminal, Subačius oljeterminal, Klaipėdas LNG-terminal och Klaipėdas LNG-omlastningsstation. Klaipėdas oljeterminal togs i drift för export av olja från de sovjetryska raffinaderierna i Jaroslavl, Perm och Rjazan. 

## Klaipėdas LNG-terminal
Klaipėdas terminal för flytande naturgas (LNG) är en flytande  LNG-terminal (FSRU) med en förgasningsanläggning, som togs i drift i december 2014. Dess omlastningsstation för LNG togs i drift 2017. Terminalen var från början ansluten till Litauens stamnät via rörledningen Klaipėda–Panevėžys, och senare har också andra rörledningar anlagts: rörledningen Klaipėda–Jurbarkas (2013) och rörledningen Klaipėda–Kuršėnai (2015).
Lagringen sker i LNG-tankfartyget Independence, som 2014 chartrades för en tioårsperiod, med option för senare köp, av det norska rederiet Höegh LNG. Fartyget har en lagringskapacitet på 170 000 m3 och är fast förtöjt vid en för ändamålet byggd 450 meter lång kaj. Via rörledningen mellan Litauen och Lettland kan naturgas från Klaipėdas LNG-terminal också långtidslagras i Inčukalns underjordiska naturgasdepå i Lettland, vilket skett från 2017